# Altri
Altri SGPS S.A. es una empresa que cotiza en el índice portugués PSI-20. Es, en su mayor parte, propiedad de Cofihold, una empresa que también es propietaria de la mayoría de las acciones en Medialivre y otras empresas. Fue creado como Industria Cofina, pero se separaron en 2000.
Su principal negocio es la producción de papel, madera y coproducción de energía, a través de sus subsidiarias Celulose do Caima, Celbi y F. Ramada.

## "Macrocelulosa" en Palas de Rei
El 15 de febrero de 2022, el Parlamento de Galicia aprobó por unanimidad una declaración de apoyo a un proyecto innovador y sostenible para la fabricación de fibras textiles de celulosa.
El proyecto, bautizado como "Gama", esperaba beneficiarse de la lluvia de millones que empezaba a llegar desde la Unión Europea a través de los fondos Next Generation.
La "fábrica sostenible" de fibra, impulsada por un consorcio de la portuguesa Altri y la gallega Greenalia, es en realidad una macro-planta de celulosa. La factoría, que se ubicaría en Palas de Rei, en la comarca de Ulloa, ocuparía 360 hectáreas y tendría previsto llegar a producir al año 400.000 toneladas de celulosa y 200.000 de lyocell, una fibra semisintética muy usada en la industria textil, consumiendo 1,2 millones de metros cúbicos de madera de eucalipto al año (alrededor del 20% de todo lo que se tala en Galicia) y 46 millones de litros de agua al día procedente del cercano embalse de Portodemouros, en el río Ulla.
Sin embargo, el proyecto, que ha generado un rechazo unánime en la sociedad con numerosas protestas y manifestaciones multitudinarias, sigue adelante tras la publicación por la Xunta de la declaración de impacto ambiental con la conclusión de que el plan es “ambientalmente viable”.